# City of Wakefield
City of Wakefield – dystrykt metropolitalny w hrabstwie ceremonialnym West Yorkshire w Anglii.

## Miasta
- Castleford
- Featherstone
- Hemsworth
- Knottingley
- Normanton
- Ossett
- Pontefract
- South Elmsall
- South Kirkby and Moorthorpe
- Wakefield

## Inne miejscowości
Ackworth, Ackton, Agbrigg, Altofts, Alverthorpe, Badsworth, Brandy Carr, Crigglestone, Crofton, Darrington, Durkar, East Hardwick, Ferrybridge, Fitzwilliam, Foulby, Gawthorpe, Haigh, Havercroft, Horbury, Kettlethorpe, Kinsley, Kirkhamgate, Kirkthorpe, Middlestown, Monkhill, Netherton, Newland with Woodhouse Moor, Newmillerdam, North Elmsall, Nostell, Notton, Outwood, Overton, Ryhill, Sharlston, South Hiendley, Stanley, Streethouse, Thorpe Audlin, Upton, Walton, West Bretton, West Hardwick, Wintersett, Woolley Colliery, Woolley, Wrenthorpe.